# Опсада тврђаве Акасака
Опсада тврђаве Акасака (1331), друга битка Генко рата (1331-1333), између снага шогуната Камакура и присталица цара Го-Даигоа, који се побунио против војне диктатуре клана Хоџо у Јапану. Кусуноки Масашиге бранио је малу тврђаву скоро 3 недеље од читаве војске шогуната.

## Позадина
Када је цар Го-Даиго у августу 1331. побегао из Кјота и пренео свој двор у утврђени манастир Касаги у провинцији Јамато код Наре, упутио је позив на оружје свим верним ратницима против шогуната у Камакури под управом шикена из клана Хоџо. Док је војска шогуната из Рокухаре (штаб шогуната у Кјоту) опседала тврђаву Касаги (1-30. септембра), почетком септембра на царев позив окупиле су се две мање војске - Кусуноки Масашиге окупио је око 500 људи у провинцији Кавачи, а свештеник Сакурајама Широ око 700 у провинцији Бинго.

## Битка
Након пада тврђаве Касаги (30. септембра 1331), сва војска шогуната (по Таихеикију до 300.000 људи, што је свакако претерано) кренула је на провинцију Кавачи, где се Кусуноки Масашиге на брзину утврдио на планини Акасаки са око 500 ратника. По Таихеикију, утврђење је било мало и подигнуто на брзину, обима не већег од 180 метара, са само једним плитким шанцем и дрвеним зидом, облепљеним блатом, иза кога је било двадесетак склепаних дрвених осматрачница. Само је источна страна утврђења била на брегу, док су три стране биле у равници. Снаге бранилаца износиле су око 200 стрелаца у тврђави и 300 коњаника, који су били ван утврђења, у планини.
Упркос великом самопоуздању и бројној надмоћи нападача, први јуриш одбијен је са преко 1.000 погинулих. Кад су се нападачи повукли и разместили за одмор, са истока и запада напали су их коњаници који су се дотле крили у шуми, а посада је учинила јуриш из замка - мада је бранилаца било мало, губици и неред код нападача били су велики. Други јуриш на тврђаву одбијен је тако што су браниоци сами срушили ограду тврђаве (иза које је већ била подигнута нова ограда) на нападаче, а трећи кључалом водом. После ова два напада, у којима су изгубили још 1.000 мртвих и рањених, нападачи су сасвим одустали од јуриша и ограничили се на опсаду.
Међутим, пошто је Кусуноки опремио утврђење на брзину, хране је било за само двадесетак дана. Пошто је храна потрошена, браниоци су током олујне ноћи у малим групама напустили тврђаву и помешали се међу нападаче, прошавши мирно кроз њихов логор, претварајући се да су део шогунове војске. Када су се сви удаљили на сигурно, један ратник који је остао у утврђењу запалио је припремљену ломачу на којој су била тела тридесетак погинулих, као и главну зграду тврђаве. Када су нападачи продрли у замак, нашли су само згариште и нагореле кости, верујући да је Кусуноки спалио замак и извршио сепуку.

## Последице
На вести о паду тврђава Касаги и Акасака, побуњеничка војска у провинцији Бинго се расула, а њен вођа, свештеник Сакурајама, извршио је сепуку са 23 највернијих рођака и следбеника.
 Међутим, Кусуноки је наставио рат - са принцом Моринагом и свега стотинак ратника, наставио је герилске препаде на поседе шогуната у провинцијама Кавачи и Јамато све до царевог повратка из изгнанства 1333.